# 台62線
台62線（たいろくじゅうにせん）は、基隆市安楽区から新北市瑞芳区に至る台湾の東西向快速公路であり、別称は「万瑞快速公路（ばんずいかいそくこうろ）」。一般的に「万瑞快（ばんずいかい）」とも略される。

## 概要
- 全長：19.046Km
- 起点：基隆市安楽区（台2線の交差地点）
- 終点：新北市瑞芳区（台2線の交差地点）
- 経由地：

## 歴史
| 年 | 月日 | 事跡 |
| -- | ---- | ---- |

## 通過する自治体
- 基隆市
  - 安楽区 - 七堵区 - 暖暖区

- 新北市
  - 瑞芳区

## インターチェンジなど
| 起点から (km) | 施設名   | 接続路線名        | 備考               | 所在地 | 所在地 |
| ------------- | -------- | ----------------- | ------------------ | ------ | ------ |
| 0.0           | 安楽端   | 台2線             | 2005年2月5日開通   | 基隆市 | 安楽区 |
| 2.0           | 瑪東JCT  | 国道3号           | 2004年11月10日開通 | 基隆市 | 七堵区 |
| 3.7           | 七堵一IC | 大同街            | 2004年11月10日開通 | 基隆市 | 七堵区 |
| 5.9           | 七堵二IC | 大華二路          | 2011年2月1日開通   | 基隆市 | 七堵区 |
| 6.2           | 大華JCT  | 国道1号           | 2011年7月31日開通  | 基隆市 | 七堵区 |
| 9.4           | 暖暖IC   | 台2丙線 台2丁線   | 2007年2月16日開通  | 基隆市 | 暖暖区 |
| 13.9          | 四脚亭IC | 台62甲線          | 2013年2月5日開通   | 新北市 | 瑞芳区 |
| 16.0          | 瑞芳A IC | 台2丁線           | 2004年11月10日開通 | 新北市 | 瑞芳区 |
| 16.0          | 瑞芳B IC | 北123号 市道102号 | 2004年11月10日開通 | 新北市 | 瑞芳区 |
| 19.046        | 瑞濱端   | 台2線             | 2004年11月10日開通 | 新北市 | 瑞芳区 |

## 支線

### 甲線
基隆港から孝東などを経由し、四脚亭で台62本線に接続する延長5.744kmの快速公路である。別称は「基隆港東岸聯外道路（きーるんこうひがしきしれんげいどうろ）」。
| 起点から (km) | 施設名   | 接続路線名         | 備考               | 所在地 | 所在地 |
| ------------- | -------- | ------------------ | ------------------ | ------ | ------ |
| 0.0           | 中正端   | 台2線              | 2013年12月19日開通 | 基隆市 | 中正区 |
| 3.2           | 孝東IC   | 市道102線          | 2013年2月5日開通   | 基隆市 | 信義区 |
| 3.85          | 四脚亭IC | 台62線、四脚亭埔路 | 2013年2月5日開通   | 新北市 | 瑞芳区 |